# 34231 Isanisingh
34231 Isanisingh este o planetă minoră (asteroid) din centura de asteroizi. A fost descoperită pe 26 august 2000 la Experimental Test Site⁠(d) de Lincoln Near-Earth Asteroid Research. 
Obiectul prezintă o orbită caracterizată de o semiaxă mare de 2,9931014 UAi, o excentricitate de 0,09, o înclinație de 9,8513 ° în raport cu ecliptica.